# 复兴镇 (宿松县)
复兴镇，是中华人民共和国安徽省安庆市宿松县下辖的一个乡镇级行政单位。

## 行政区划
复兴镇下辖以下地区：
老岸社区、复兴社区、高屯社区、梁公村、中棚村、王洲村、同兴村、套口村、占峦村和王营村。

## 交通
- 347国道过境。